# Gare de Lunel-Viel
Gare de Lunel-Viel – przystanek kolejowy w Lunel-Viel, w departamencie Hérault,  regionie Oksytania, we Francji.
Jest przystankiem kolejowym Société nationale des chemins de fer français (SNCF), obsługiwanym przez pociągi TER Languedoc-Roussillon.

## Położenie
Znajduje się na wysokości 17 m n.p.m., na 56,558 km linii Tarascon – Sète, pomiędzy dworcami Lunel i Valergues - Lansargues.

## Usługi
Jest obsługiwany przez pociągi TER Languedoc-Roussillon kursujące między Nîmes i Narboną.